# 雅典廣場酒店

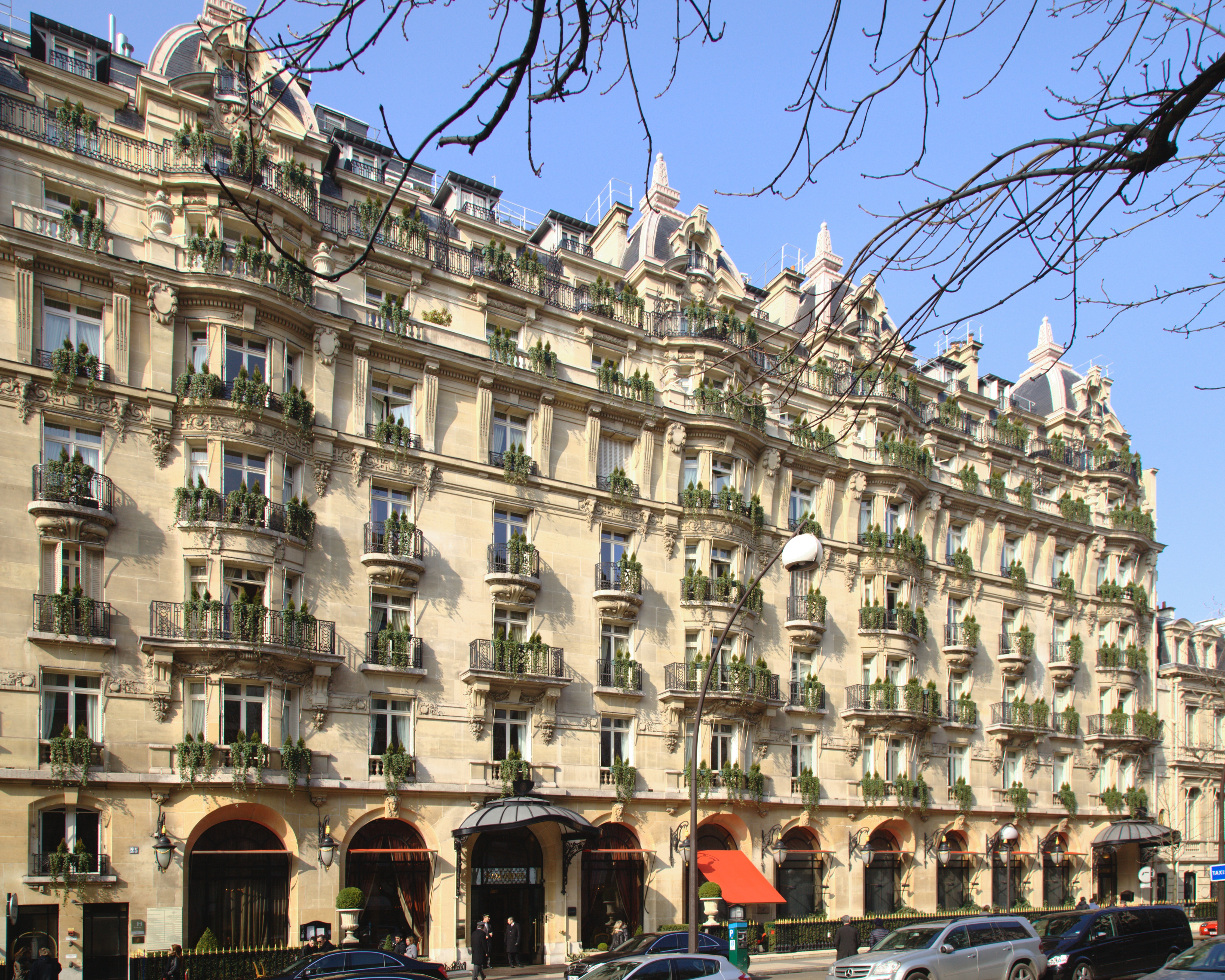

雅典廣場酒店（Hotel Plaza Athénée）是一座汶萊在法國巴黎所有的高檔酒店。這座酒店位於巴黎第8區蒙田大街25號。

## 外部連結
- Official website （页面存档备份，存于）